# Гарнокут
Гарноку́т — село Миргородського району Полтавської області. Населення станом на 2001 рік становило 31 особу. Входить до Великобагачанської селищної об'єднаної територіальної громади з адміністративним центром у смт Велика Багачка.

## Географія
Село Гарнокут розміщене на правому березі річки Псел, вище за течією на відстані 2,5 км знаходиться смт Велика Багачка, нижче за течією на відстані 1 км розташоване село Довгалівка, на протилежному березі — село Затон. Поруч із селом розташоване озеро Чорне.
Віддаль до центру громади — 10 км. Найближча залізнична станція Гоголеве — за 28 км.

## Історія
Село Гарнокут виникло в першій половині XIX ст. як хутір Багачанської волості Миргородського повіту Полтавської губернії.
За переписом 1859 року у власницькому хуторі Гарний Кут при річці Псел було 13 дворів, 83 жителя.
За переписом 1900 року хутір Гарний Кут Багачанської волості Миргородського повіту Полтавської губернії належав до Довгалівської селянської громади. Він мав 14 дворів, 55 жителів.
У 1912 році в хуторі було 73 жителя.
У січні 1918 року в селі розпочалась радянська окупація.
Станом на 1 лютого 1925 року Гарнокут належав до Великобагачанського району Лубенської округи.
З 14 вересня 1941 по 22 вересня 1943 року Гарнокут був окупований німецько-фашистськими військами.
Село входило до Великобагачанської селищної ради Великобагачанського району.
12 жовтня 2016 року шляхом об'єднання Великобагачанської селищної ради та Багачанської Першої, Радивонівської, Степанівської, Якимівської сільських рад Великобагачанського району була утворена Великобагачанська селищна об'єднана територіальна громада з адміністративним центром у смт Велика Багачка.